# Astragalus peruvianus
Astragalus peruvianus är en ärtväxtart som beskrevs av Julius Rudolph Theodor Vogel. Astragalus peruvianus ingår i släktet vedlar, och familjen ärtväxter. Inga underarter finns listade i Catalogue of Life.